# Oldtidsvejen (Ellemosen)
 For alternative betydninger, se Oldtidsvejen. (Se også artikler, som begynder med Oldtidsvejen)
Oldtidsvejen i Ellemosen ved Tibirke er Danmarks ældste kendte vej, idet en træstolpebro, hvis stolper ligger skjult under græsset, er anlagt i yngre stenalder ca. 2800 år f. v.t. Den stenbelagte vej er ca. 100 m. lang og udgør sammen med en række trædesten få meter længere ude i mosen et samlet vejforløb over en strækning på 150 m. 
Den er solidt bygget med en 3 meter bred og 60 cm. tyk brolægning af marksten med kantrækker af store sten, der hviler på et fundament af grus sand og trærafter. Dette anlæg er fra førromersk jernalder ca. 500 år f.v.t. Fra samme periode er der i området fundet offergaver, bl.a. i form af lerkar, gedebukkeskind og hunde. Vejanlægget friholdes for oversvømmelse ved pumpning.
Udgravningen af Oldtidsvejen blev foretaget i 1943 og årene herefter under ledelse af Georg Kunwald (1918 - 2013), som var en af landets mest ansete arkæologer og boede i Tibirke Bakker nær udgravningsstedet.

## Beliggenheden
Oldtidsvejen ligger i et fredet område på ca. 43 ha. i Ellemosen nær Holløse Bredning. Et stianlæg fra Tirsvæld ca. 800 meter fra Tibirke Kirke gennem mosen til Hyrdehøj gør det muligt for publikum at besøge stedet, hvor vejen ligger.
I stenalderen (ca. 5.000 f.Kr.) var den nuværende mose en fjordarm til Arresøfjorden og havde direkte forbindelse med Kattegat. Oldtidsvejen har, da den blev anlagt, formentlig ført til en beboet holm i mosen.  Fjorden blev senere afsnøret, da landskabet hævede sig. Der er gjort fund, som stammer fra flere bopladser her, fordi der var fisk i vandet og dyr i de tilgrænsende skove. Senere blev skovene afbrændt og jorden opdyrket, som det var tilfældet i bronzealderen (1800-500 f.Kr.), hvorfra de omkringliggende gravhøje stammer. 
Herefter afgræssedes området af kreaturhold, men i løbet af 1950´erne fjernede bønderne kreaturerne fra området og mosen groede til. I 1999 blev der indført naturpleje som led i en genopretningsplan for Holløse Bredning. Herefter genskabtes nogle af engarealerne og forskellige dyre- og plantearter vendte tilbage. 